# Coronel Du Graty
Coronel Du Graty es una ciudad argentina, ubicada en el departamento Mayor Luis Jorge Fontana de la provincia del Chaco, en el sudoeste chaqueño. Dista unos 1041 kilómetros de la Ciudad Autónoma de Buenos Aires (capital de Argentina) y a 276 kilómetros de la capital provincial, Resistencia. 
No existe información fidedigna respecto a los orígenes del pueblo, la fecha exacta de su fundación, ni de los primeros pobladores. Se sabe que fue el ferrocarril el elemento decisivo para el asentamiento definitivo de la población, alrededor de la estación Paraje Desvío Km 23, en la zona conocida como Fortín Encrucijada.
El 26 de enero de 1942 se le asignó el nombre Coronel Du Graty por decreto nacional y se usa esta fecha como la de fundación.

## Toponimia
El nombre del coronel belga Alfredo Marbais, Barón de Du Graty, le fue otorgado el 26 de enero de 1942, por Decreto Nacional 112.231, firmado por el vicepresidente Ramón Castillo, designándolo a la Estación del Ferrocarril en "Paraje Desvío Km 23".

## Historia
Existen controversias sobre muchos datos relacionados con los orígenes del pueblo, es incierta la fecha exacta de fundación, el nombre de los primeros pobladores o el origen del nombre propio de la localidad por la carencia de documentación fidedigna que certifiquen de manera taxativa los hechos y sirvan de fuentes para recoger información significativa sobre los orígenes de la localidad. Lo cierto es que el ferrocarril fue el elemento decisivo para el asentamiento definitivo de los pobladores y la formación de esta localidad.
Algunos mencionan que primeramente este paraje se denominaba Paraje “Ñandubay”, después al primer poblado se lo conoció como “Fortín Encrucijada”, y por último “Coronel Du Graty” que prosperó a través de un decreto del gobierno nacional.

### Fortín Encrucijada
Muy cerca de la ubicación actual de la localidad de Coronel Du Graty existió un fortín llamado Encrucijada ubicado a 10 km. sobre la actual Ruta N.º 95 en dirección a Villa Ángela, Encrucijada formaba parte de la línea de fortines llevada a cabo por Manuel Obligado desde Reconquista para someter a los aborígenes de los territorios del Chaco. Según datos de Carlos Primo López Piacentini este fortín fue construido por el comandante Juan José Rosetti en el año 1899. Este reducto fortificado es la primera construcción en los parajes por parte del gobierno nacional. Es el resultado de las líneas y avanzadas de las expediciones realizadas hacia el centro del territorio del Chaco. En el Chaco se realizaron diversas expediciones divididas en columnas para lograr la ocupación definitiva del Chaco y este fortín desempeñó un rol fundamental en su función de llevar a cabo la definitiva conquista de estos territorios.

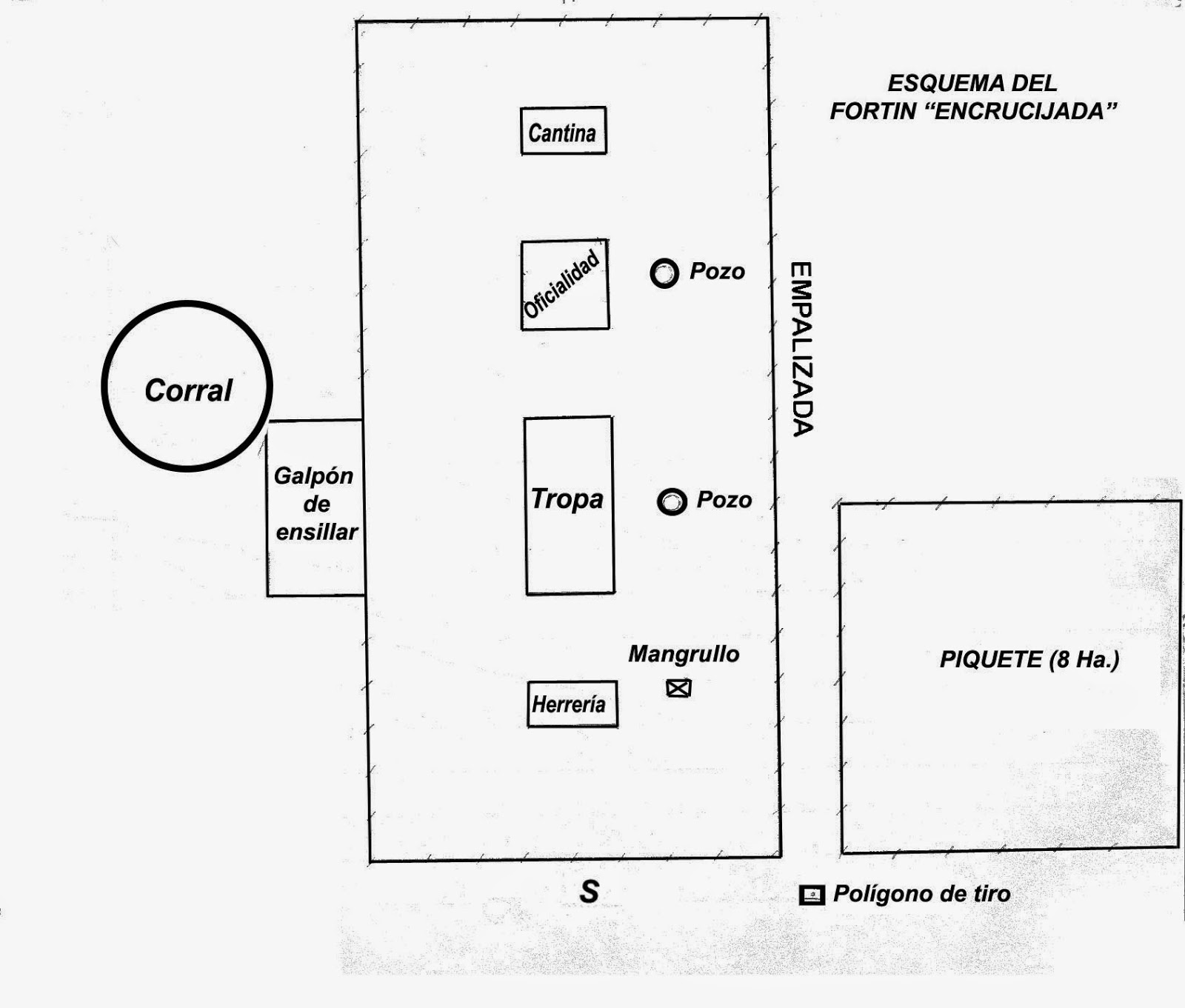
Esquema del Fortín Encrucijada

El origen de este fortín data del 17 de agosto de 1899 cuando llega al paralelo 28 el Regimiento N.º 6 de Caballería, y construyen un fortín al que denominaron General Necochea, y que fue guarnecido por cuatro escuadrones. Cierto día dos soldados del 6.to regimiento que trabajaban fuera del fortín fueron atacados por un tigre, pero uno de los soldados le dio muerte de un sablazo; luego le cortaron la cabeza y la llevaron al fortín, donde la colocaron sobre una estaca a la entrada del mismo. Desde entonces cuando se referían al citado fortín lo hacían diciendo: "el cabeza de tigre” o Fortín “Cabeza del Tigre”, cuyo nombre actualmente persiste para denominar al paraje.
Este Regimiento que había estado al mando de Martín Hernández, fue reemplazado por el Comandante Juan José Rosetti; con él siguió su avance hacia el centro del Chaco, creando los fortines Potrero, Avanzada, Pasaje, Totoralito y Encrucijada, ubicado en nuestra zona actual de Coronel Du Graty y otros. Para 1910 la guarnición constaba de 30 soldados, y 30 mulas para recorrer la zona, por picadas abiertas en el monte.
Por tal motivo cuando la población asentada alcanzó cierta importancia una de las primeras denominaciones propuestas para este pueblo fue el de Fortín Encrucijada ubicado en la zona conocida como El Ñandubay. Este nombre no prosperará porque será reemplazado en el año 1942 por el de Coronel Du Graty propuesto por la Compañía de Ferrocarriles franceses y ratificado por un Decreto del Gobierno Nacional.

### Llegada del Ferrocarril
Para facilitar la comercialización de la madera, en 1927, se realiza la extensión del ramal ferroviario desde la ciudad de Villa Ángela por la empresa forestal “La Chaqueña”. A los efectos de continuar con la explotación obrajera en los campos de Zuberbhüler, El Ñandubay y Campo Ugarte se extendió una línea férrea hasta el Km 23 en el lugar que hoy ocupa este pueblo, que pasaba cerca del antiguo fortín Encrucijada. La inauguración de este ramal desde Villa Ángela hacia el Ñandubay se produjo el 29 de mayo de 1927. Existen testimonios fotográficos del bautismo del ramal que se hizo con una copa de champán por María Antonia Zuccarelli hija de Andrés Zuccarelli, gerente de La Chaqueña entre 1922 y 1947 y con la presencia de las autoridades de la empresa. 
Era una red de decauvilles extendida por La Chaqueña hasta obrajes de su propiedad y de otros particulares, llegó a tener una extensión de 75 kilómetros, teniendo como punto de partida la fábrica de tanino, por donde, a su vez, pasaba el Ferrocarril Santa Fe.
De este modo se facilitó el transporte de la madera y se formó una “playa” con un guinche para el cargamento de maderas o rollizos. Como consecuencia de este avance se forma un núcleo de pobladores, la transformación social y económica del paraje es rápida y el movimiento comercial adquirió cierta importancia. Se establece con un almacén de ramos generales el Sr. Víctor Luis Goycochea, quien arrendo poco más tarde parte del campo del Sr. Zuberbuhler con el propósito de destinarlo a la agricultura. Posteriormente con el desarrollo del cultivo algodonero en la zona, los acopiadores del lugar enviaban el algodón en bruto para su industrialización hacia otras provincias. Pero después con la apertura de desmotadoras en la década del treinta, se comenzaron a trasladar fardos y semilla a través del ferrocarril. Como consecuencia de la declinación de los pueblos tanineros ubicados en la línea de ferrocarril de Santa Fe hizo que centenares de familias de los obrajes de aquella zona se dirigieran hacia el km 95 del ramal de Charadai y que se instalaran en los campos de la zona de Villa Ángela.

### Auge de inmigrantes
En la década del veinte se produce la entrada masiva de población extranjera. En todo el Chaco, entre 1914 y 1947 se produjo el crecimiento vertiginoso de la población como consecuencia del tendido de líneas férreas, la posibilidad de acceder a tierras fiscales y el cultivo del algodón. Fue especialmente significativo el asentamiento de inmigrantes húngaros y alemanes.
En 1936, durante el curso del mes de octubre, los señores Carlos y César Ugarte disponen la mensura de los terrenos de su propiedad que serán destinados al pueblo. La mensura estuvo a cargo del Ing. Agrónomo Martín Julio Ledesma. En un principio al pueblo se le asigna el nombre de Fortín Encrucijada, en homenaje al fortín del ejército existente en campos de la zona, del cual actualmente no hay rastros, se puede saber como fue solo por un dibujo que se encuentra en el libro histórico de la escuela N.º 197 el cual se lo realizó gracias a la descripción de Ramón Moyano, antiguo poblador de la zona que conoció el mismo.

### Imposición del nombre actual
En el año 1942, la compañía francesa que explotaba los ferrocarriles solicita la designación de nombres para los desvíos y estaciones situados en distintos lugares. El expediente N.º 3944, Letra O, del año 1942 perteneciente al Ministerio de Obras Públicas de la República Argentina hace constar este pedido, y como el ferrocarril ya había llegado al paraje Fortín Encrucijada se solicita la imposición de un nombre y lo identifican como "desvío del Km 23" al sudoeste de Villa Ángela.
Con este motivo, el vicepresidente de la Nación Dr. Ramón Castillo dicta el decreto N.º 112.231 con fecha del 26 de enero de 1942, mediante el cual se oficializaba la imposición del nombre Coronel Du Graty a dicho paraje.
Este nombre surge por una propuesta de la Junta Asesora a la Dirección de Ferrocarriles en reconocimiento a los servicios prestados al país por este relevante militar de origen extranjero.

### Topónimos primitivos
"Ñandubay", por la empresa de obraje de los Hnos. Carlos y César Ugarte, con explotación y comercialización de los árboles de montes.

### Anexamiento
La apertura de la traza de la RN 95, de afirmado de tierra, la población se une al resto de la provincia por Villa Ángela (Km 1018) y por la línea Santa Sylvina (Km 968) - Tostado (Km 777).
Una vez asfaltada la ruta, se realiza un desvió por fuera de la localidad ya que la antigua traza pasaba por el centro del pueblo y resultaría dificultoso para poder circular libremente por la ruta.
Al costado de la ex RN 95 y de las vías ferroviarias, hubo un enorme depósito para la madera de los obrajes, que iba a transportarse por ferrocarril. El guinche para alzar los rollizos, en 2007 se conserva como patrimonio histórico y cultural del municipio. Hoy en día, es el único recordatorio de la historia de Coronel Du Graty, ya que en el lugar donde se ubicaban las vías férreas fue loteado y fueron edificando casas.

## Clima
Su clima es subtropical, seco en invierno y caluroso y lluvioso en verano.
- Máxima absoluta: 46 °C, media máxima: 30 °C
- Mínima absoluta: -6 °C
- Régimen anual de lluvia: 1.100 mm

## Educación
Hay una importante variedad de centros educativos:

### Jardines de Infantes
- Jardín de Infantes N°45 "Las Ardillitas"
- Jardín de Infantes N°77 "Manuel Dorrego"
- Jardín de Infantes N°79 "Ricarda Torres de Hoff"
- Jardín de Infantes N°222 "San Agustín"

### Escuelas Primarias y Secundarias
- Educación General Básica E.G.B. N°197 "Ángel Acuña"
- Educación General Básica E.G.B. N°962 "Maria Colliard"
- Unidad Educativa de Gestión Privada N°45 "Bethel" (primario y secundario)
- Unidad Educativa de Gestión Privada N°222 "San Agustín" (primario y secundario)
- Primaria Adultos N°47
- Unidad Educativa Privada N°40 "Bachillerato Agrotécnico"
- Escuela Educación Secundaria N°49 "Bernardo de Yrigoyen"

### Nivel Superior
- Instituto de Educación Superior de Villa Ángela - sede Coronel Du Graty

## Deportes
Uno de sus principales clubes deportivos es el Club Atlético Marcelino Ugarte, siendo este el más antiguo. Dentro de los deportes más practicados se destacan el fútbol, baloncesto, vóley, boxeo, ajedrez, paddel y karate. 

### Personalidades destacadas del fútbol dugratense
- Enrique Salvador Chazarreta, conocido como el "Sapo" Chazarreta, futbolista de San Lorenzo de Almagro y la Selección Argentina 1974.

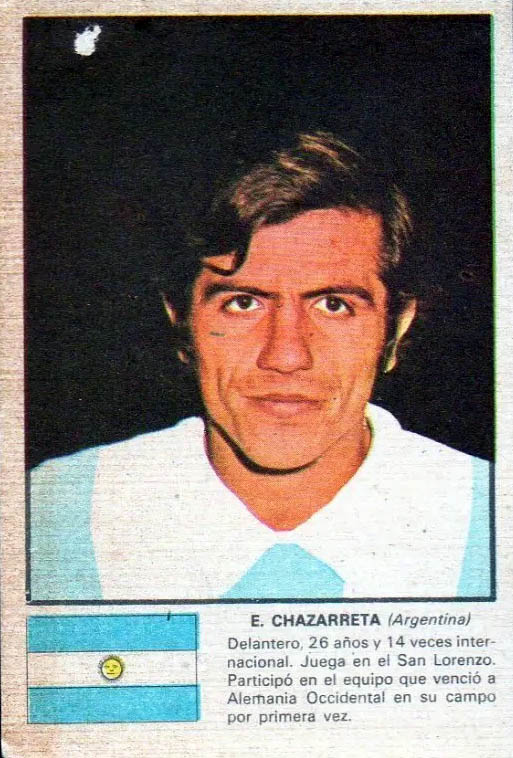

## Puntos y actividades de interés

### Museo Antigua Estación de Ferrocarril
En el año 2022 se inauguró el Museo Antigua Estación de Ferrocarril. Dicho museo es una réplica de la antigua estación, lo más fiel posible a lo que fue en sus días. Cabe mencionar que la original fue demolida varios años previos al comienzo de la construcción de esta nueva réplica.

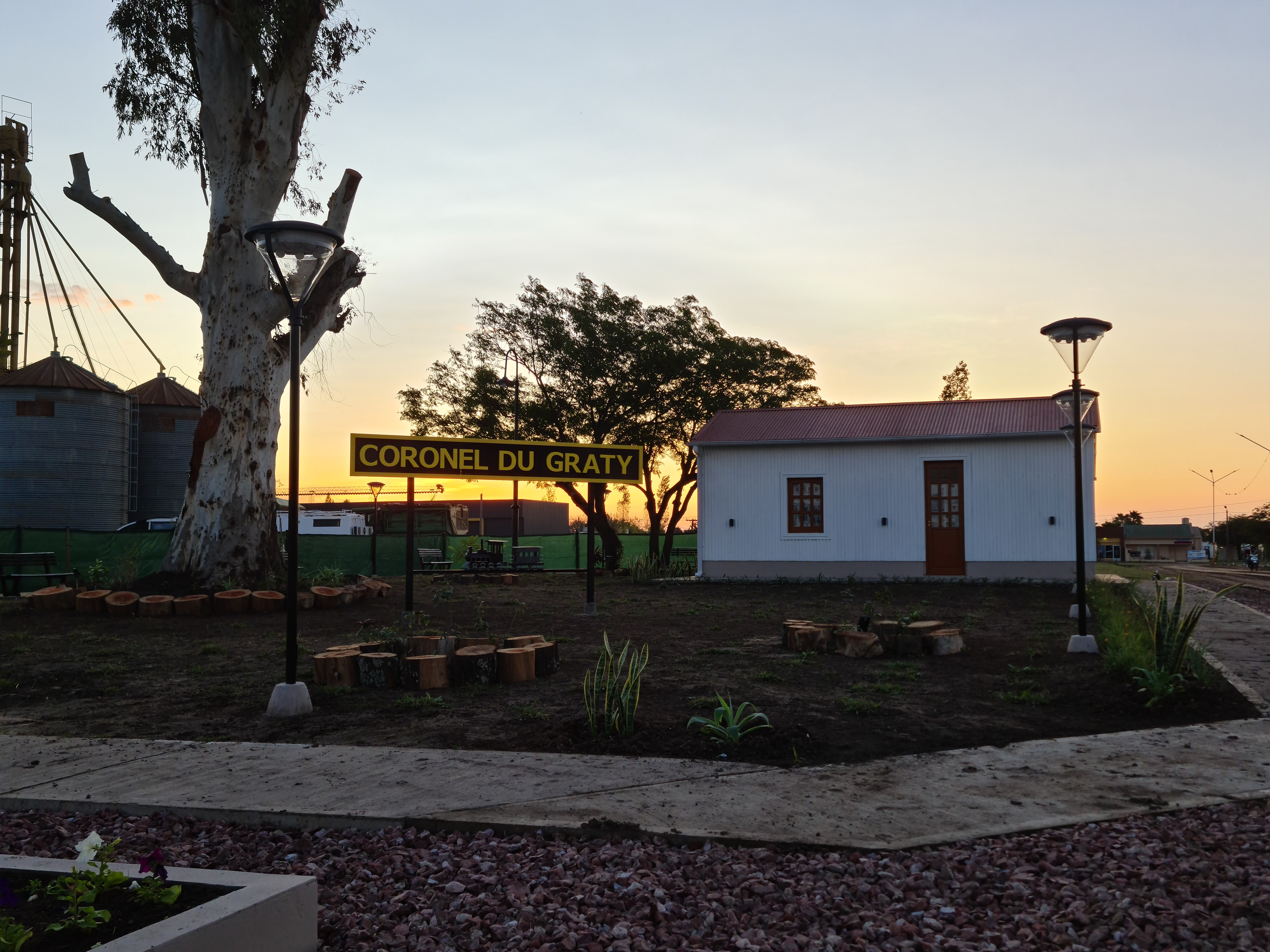
Museo Antigua Estación de Ferrocarril

En su interior, se pueden encontrar artefactos donados por diferentes personas que datan de la época, como así también fotografías históricas.

### Parque del Bicentenario
En septiembre de 2010 se inaugura el Parque del Bicentenario, primer museo de espacio abierto recordando al hombre agrario en el interior del Chaco. Se pueden observar herramientas de labranza y exposición estable de elementos tradicionales y otros valiosos testigos de hierro de esa primera mitad del siglo pasado. Un símbolo importante de este museo es el Monumento al Agricultor que recuerda los inicios de los gringos y criollos en esta parte del Chaco.

### Monumento al Guinche
Construido a base de madera de Quebracho Colorado de la zona en 1927; después de varios años de abandono, en 2007 se lo restaura y en 2010 se lo abre al público como monumento municipal histórico.

### Plaza San Martín
Histórica plaza ubicada en la zona céntrica donde se tiene fácil acceso a la municipalidad y a escasas cuadras de la terminal. Es donde se llevan a cabo los actos importantes de la ciudad. Cuenta con un anfiteatro donde a fines de año se realizan actos referidos a Navidad de parte de una iglesia de la ciudad.

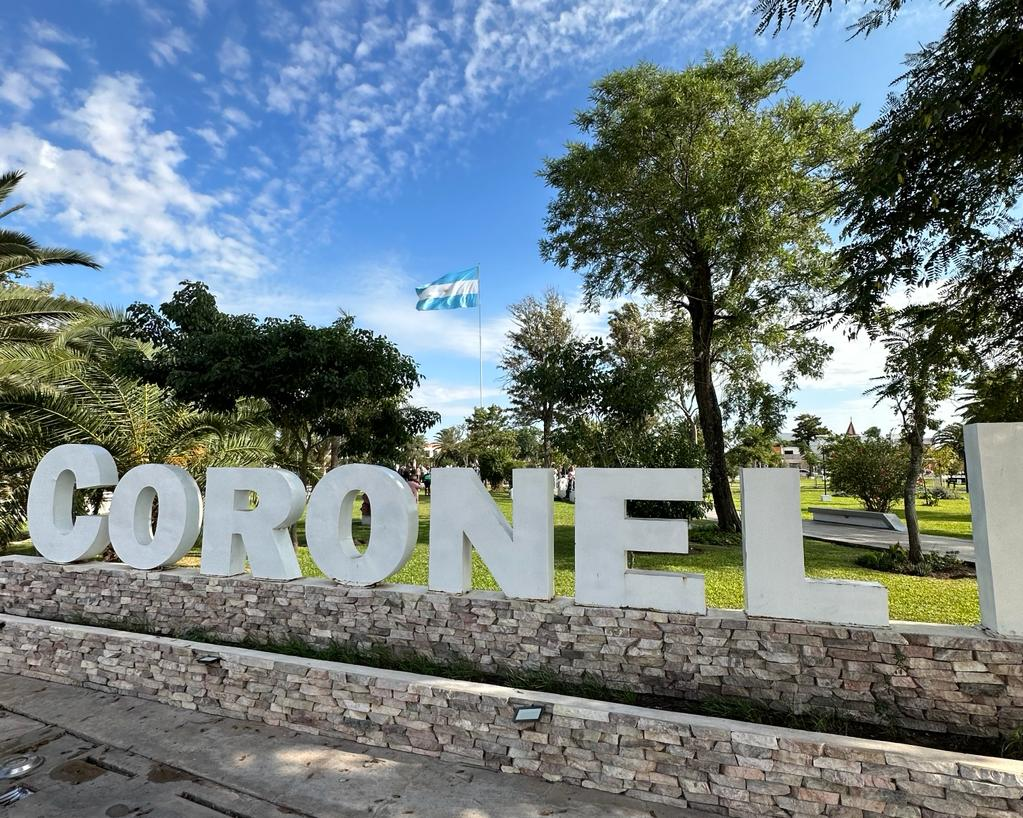
Plaza San Martín

### Plazoleta
Ubicada a una cuadra de la plaza San Martín, es un lugar donde las familias pueden pasar un tiempo junto a amigos y familiares; con juegos para niños y bancas de cemento para los adultos. También posee un mini anfiteatro para conciertos y diferentes actividades.

### Fiesta de la Cerveza
Realizado por la colectividad alemana, todos los años se reúnen y conmemoran esta fiesta al estilo alemán.

### Paseo de Navidad
A partir del año 2015, varias de las arterias de Coronel Du Graty (Av. Mariano Moreno, Av. San Martín y Av. 9 de Julio) son adornadas con luces y adornos de Navidad, y en el bulevar del frente de la municipalidad se exponen diferentes decoraciones realizadas a base de botellas de plástico.

## Población
Su población era de 6888 habitantes (Indec, 2001), lo que representa un crecimiento del 46,7% frente a los 4694 habitantes (Indec, 1991) del censo anterior. En el municipio el total ascendía a los 9140 habitantes (Indec, 2010).

## Vías de comunicación
La principal vía de comunicación es la Ruta Nacional 95, que la comunica por asfalto al sudoeste con Santa Sylvina y la Provincia de Santa Fe, y al nordeste con Villa Ángela y Presidencia Roque Sáenz Peña. Se conecta por camino de tierra con la ruta provincial 13, que une las ciudades de Villa Ángela y General Pinedo.

### Radio y televisión
El canal de información del pueblo es el canal 1 (V.V.C.). Funciona todos los mediodías de entre-semanas como canal de información y de noticias, y los fines de semanas se transmite el programa de noticias El Guinche.
La compañía de cable es Video Visión Centro.
Las radios de la localidad son Radio FM Amistad (105.1), Radio Sendero (103.7), Latina, (102.1), Radio Folclórica (98.5), Radio Uno (97.5), Radio Pasión (96.1) Ecos de Libertad (94.7) y Radio Encuentro (93.1). Las radios Ecos de Libertad y Radio Encuentro son radios cristiana evangélicas, y Radio Sendero pertenece a la Iglesia Asunción de La Virgen María, Radio Latina es vocera oficial de la municipalidad.

## Parroquias de la Iglesia católica en Coronel Du Graty
La ciudad cuenta con varias parroquias de diferentes denominaciones.
| Diócesis  | San Roque de Presidencia Roque Sáenz Peña |
| --------- | ----------------------------------------- |
| Parroquia | Asunción de María                         |